# Дечко који обећава
Дечко који обећава је југословенски филм снимљен 1981. године. Режирао га је Милош Миша Радивојевић на основу приче коју је сам, заједно са Небојшом Пајкићем написао.

## Радња
Слободан је узоран младић како од њега очекују његови угледни и ситуирани родитељи. Добар је студент медицине, има девојку којом ће да се ожени јер је из "праве" породице, док га једнога дана вереница, у наступу љубоморе, не удари веслом по глави ... Као да му је то и било потребно, Слободан постаје слободан, баца се наглавачке у свет без обавеза, свет панка и рока. У том свету он проба све од секса са девојкином мајком и разним осталим девојкама које упознаје случајно до развратног живота који води ноћу. Ти светови су толико различити од онога у којем се до тада кретао. И у том свету он има успеха. То траје до тренутка кад падне са мотора који је саставни део новог живота. И то опет на главу... Они који га негују су из света из којег је отишао. Тај га исти свет води пред олтар и све је опет по старом. Све до тренутка када од некадашњег познаника из бившег света добије аудио касету на којој је музика од покојног пријатеља. Болно суочавање са тим временом пролазне слободе, које је невољно напустио, води га у аутодеструкцију.

## Улоге
| Глумац                   | Улога                      |
| ------------------------ | -------------------------- |
| Александар Берчек        | Слободан (Бобан) Милошевић |
| Ева Дарлан               | Швајцаркиња (Кларис)       |
| Дара Џокић               | Маша                       |
| Раде Марковић            | Слободанов отац            |
| Душица Жегарац           | Слободанова мајка          |
| Милена Зупанчић          | Машина мајка               |
| Велимир Бата Живојиновић | Машин отац                 |
| Слободан Алигрудић       | психијатар                 |
| Ивана Пејчић             | Весна                      |
| Тихомир Арсић            | инспектор                  |
| Душан Којић              | Петар (Пит) Јакунић        |
| Гордана Гаџић            | Љубица                     |
| Бранислав Лечић          | каратиста                  |
| Предраг Бамбић           | ухапшени тип               |
| Коста Бунушевац          |                            |
| Петар Лупа               | купац кола                 |
| Мило Мирановић           | Дежурни студент            |
| Страхиња Мојић           | милиционер                 |
| Славољуб Плавшић Звонце  | мотоциклиста               |
| Љубо Шкиљевић            | Портир                     |
| Миња Војводић            | студент                    |
| Срђан Шапер              | самог себе                 |
| Владимир Дивљан          | самог себе                 |
| Ивица Вдовић             | Питов друг                 |
| Станимир Аврамовић       | Рецепционар                |

## Музика
Музику је радио бенд Шарло Акробата, а у филму се појављују Душан Којић Која (гитара) и Ивица Вдовић Вд (бубњеви) из овог бенда са Александром Берчеком (бас) као група ВИС „Добри Дечаци“. Три песме ("Слободан“, „Доста ми је свега“ и „Депресија") за које је Која написао музику су креиране за ту прилику, али материјал никада касније није објављен. На овом пројекту jе сарађивао и Горан Вејвода. У филму се појављују и Влада Дивљан и Срђан Шапер из ондашњих Идола.
Остале песме које су припадале југословенском новом таласу се могу чути у филму:
"Iggy Pop" - Азра
"Перспектива“ - Параф
"Једина“ - BИС Идоли
"Нико као ја“ - Шарло Акробата
"Боље да носим кратку косу“ - Пекиншка Патка
"Нека те ништа не брине“ - Прљаво казалиште
На самом почетку филма могу се чути две песме Владимира Висоцког, руског кантаутора који jе преминуо годину дана пре изласка овог филма.
Остале групе чија музика се може чути или се појављују у филму: Казимиров Казнени Корпус, Игра Стаклених Перли.

## Занимљивости
Главни јунак у филму дечко који обећава зове Слободан Милошевић, као што се звао и будући председник Србије и Југославије који је у то доба био на почетку каријере.

## Културно добро
Југословенска кинотека је, у складу са својим овлашћењима на основу Закона о културним добрима, 28. децембра 2016. године прогласила сто српских играних филмова (1911-1999) за културно добро од великог значаја. На тој листи се налази и филм "Дечко који обећава".